# Singer Corporation

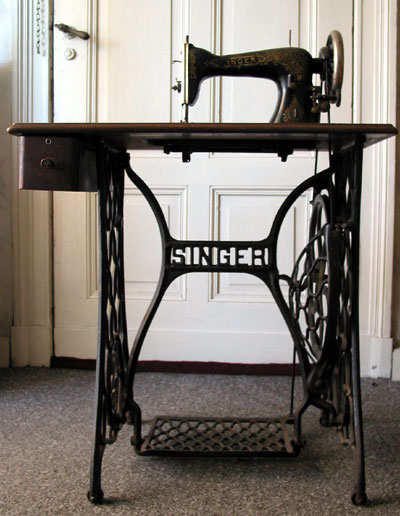
Una antigua máquina de coser Singer

Singer Corporation es una empresa fabricante de máquinas de coser estadounidense, fundada como I.M. Singer & Co. en 1851 por Isaac Merrit Singer con el abogado neoyorquino Edward S. Clark. Principalmente conocida por sus máquinas de coser, fue rebautizada como Singer Manufacturing Company en 1865, y luego como The Singer Company en 1963. Originalmente, toda su producción se realizaba en sus instalaciones en la ciudad de Nueva York. Actualmente, su sede está en La Vergne, Tennessee, cerca de Nashville.

## Presidentes
- Isaac Merritt Singer (1851-1863)
- Inslee Hopper (1863-1875)
- Edward S. Clark (1875-1882)
- George Ross McKenzie (1882-1889)

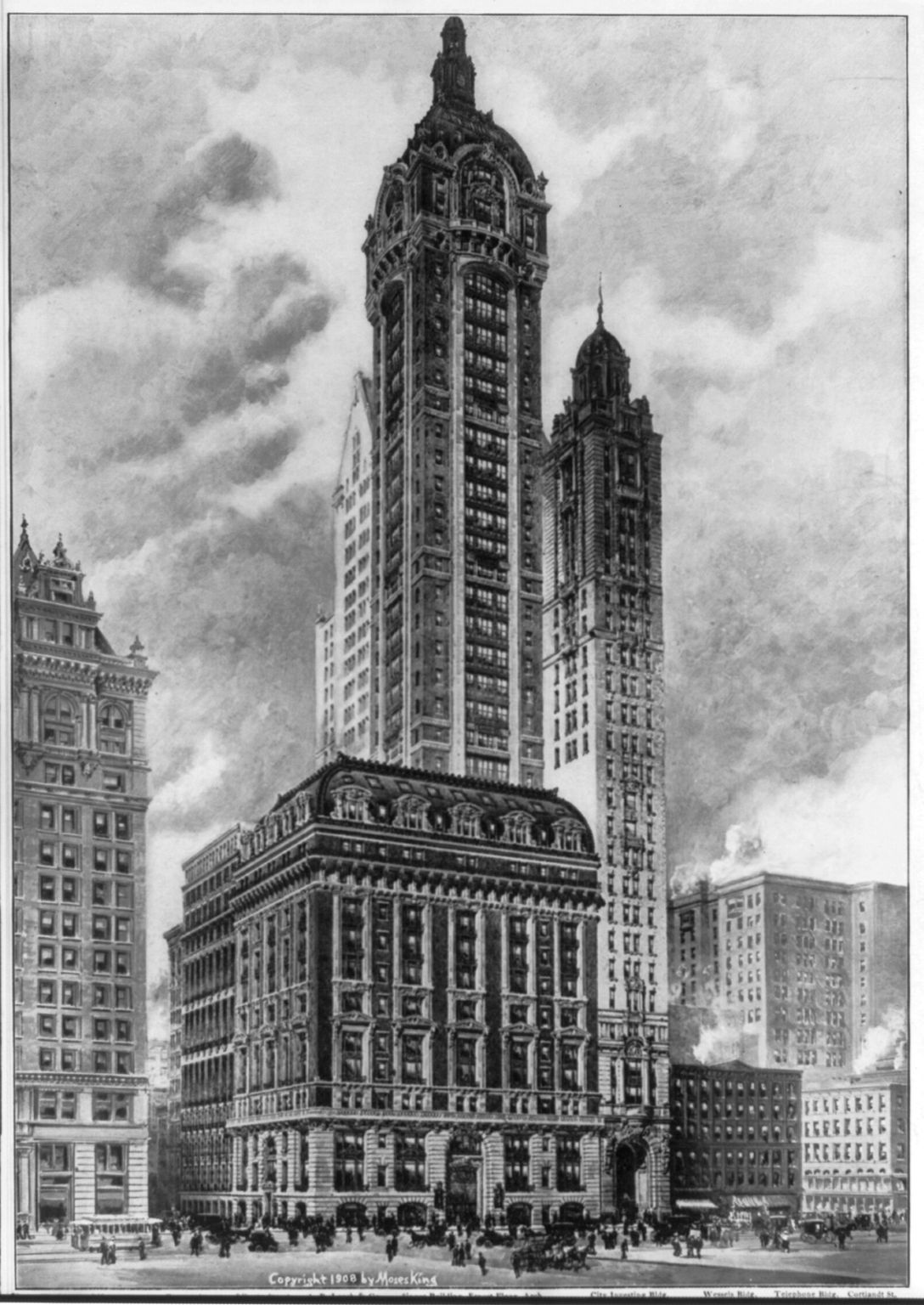
Grabado del Edificio Singer, en Nueva York

- Frederick Gilbert Bourne (1889-1905)
- Sir Douglas Alexander (1905-1949)
- Milton C. Lightner (1949-1958)
- Donald P. Kircher (1958-1975)
- Joseph Bernard Flavin (1975-1987)
- Paul Bilzerian (1987-1989)
- James H. Ting (1989-1997)[1]
- Steve Goodman (1998-2004)[2]

## El edificio Singer
La sede de la empresa estaba en el Edificio Singer, diseñado por el arquitecto Ernest Flagg, que también diseñó dos famosas residencias para Bourne. Construido en  1906 en Nueva York durante la etapa de Bourne, este edificio (derruido en 1968) fue en su época el edificio más alto del mundo. Además de sus obras en Norteamérica, la empresa creó el mayor reloj del mundo en su fábrica de Clydebank, que estuvo abierta entre 1885 y 1984.

## Diversificación

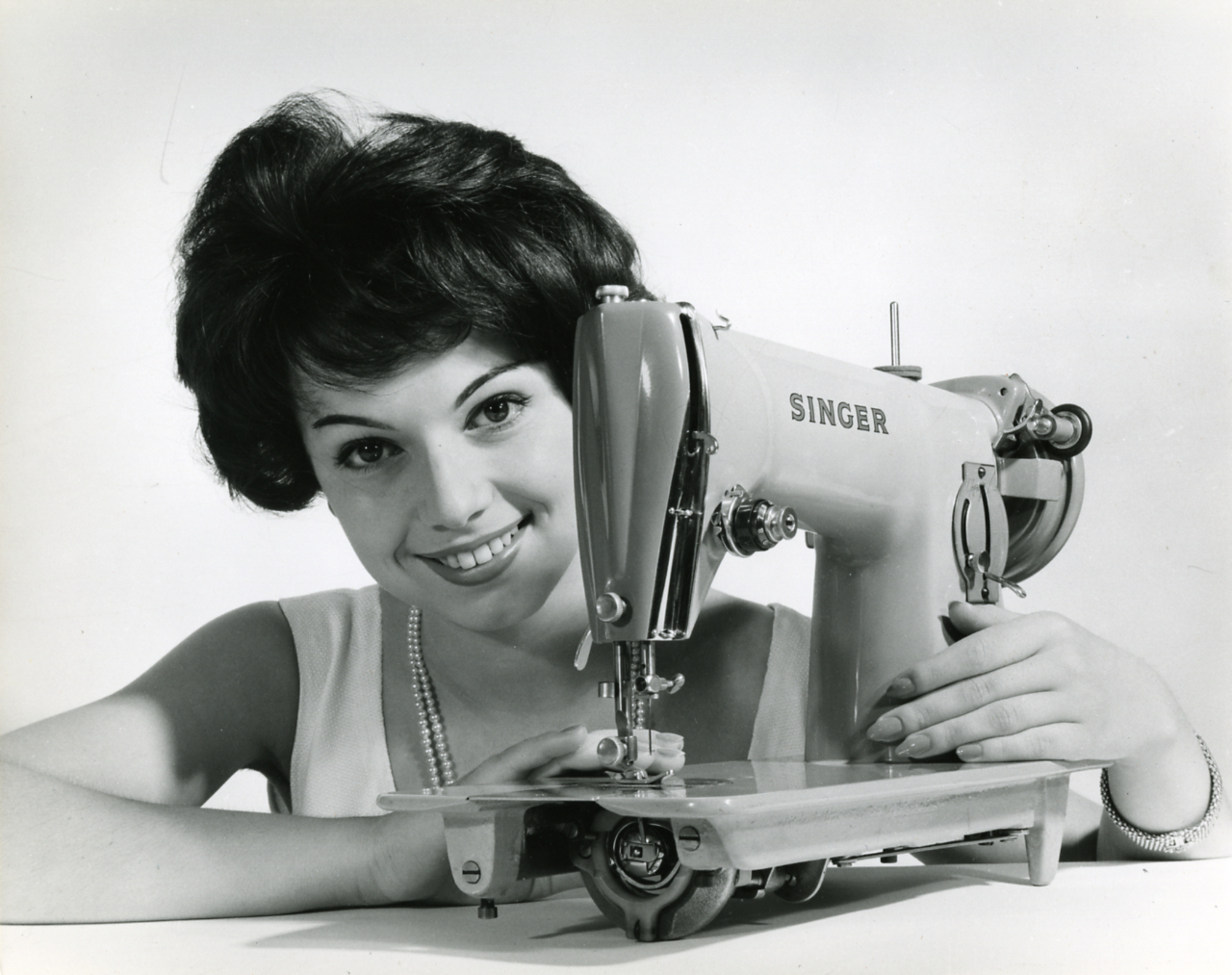
Foto de Paolo Monti, Milán 1963

La empresa se diversificó en los años 1960, comprando la empresa de calculadoras Friden en 1965, Packard Bell Electronics en 1966 y General Precision Equipment Corporation en 1968. En esta última se incluían Librascope y The Kearfott Company, Inc. En 1987 Kearfott fue dividida, siendo la Kearfott Guidance & Navigation Corporation vendida a la Astronautics Corporation of America en 1988. La división de sistemas electrónicos fue adquirida por GEC-Marconi en 1990 y rebautizada como GEC-Marconi Electronic Systems, mientras que la división de máquinas de coser fue vendida en 1989 a Semi-Tech Microelectronics, una empresa de Toronto.

## Situación en 2006

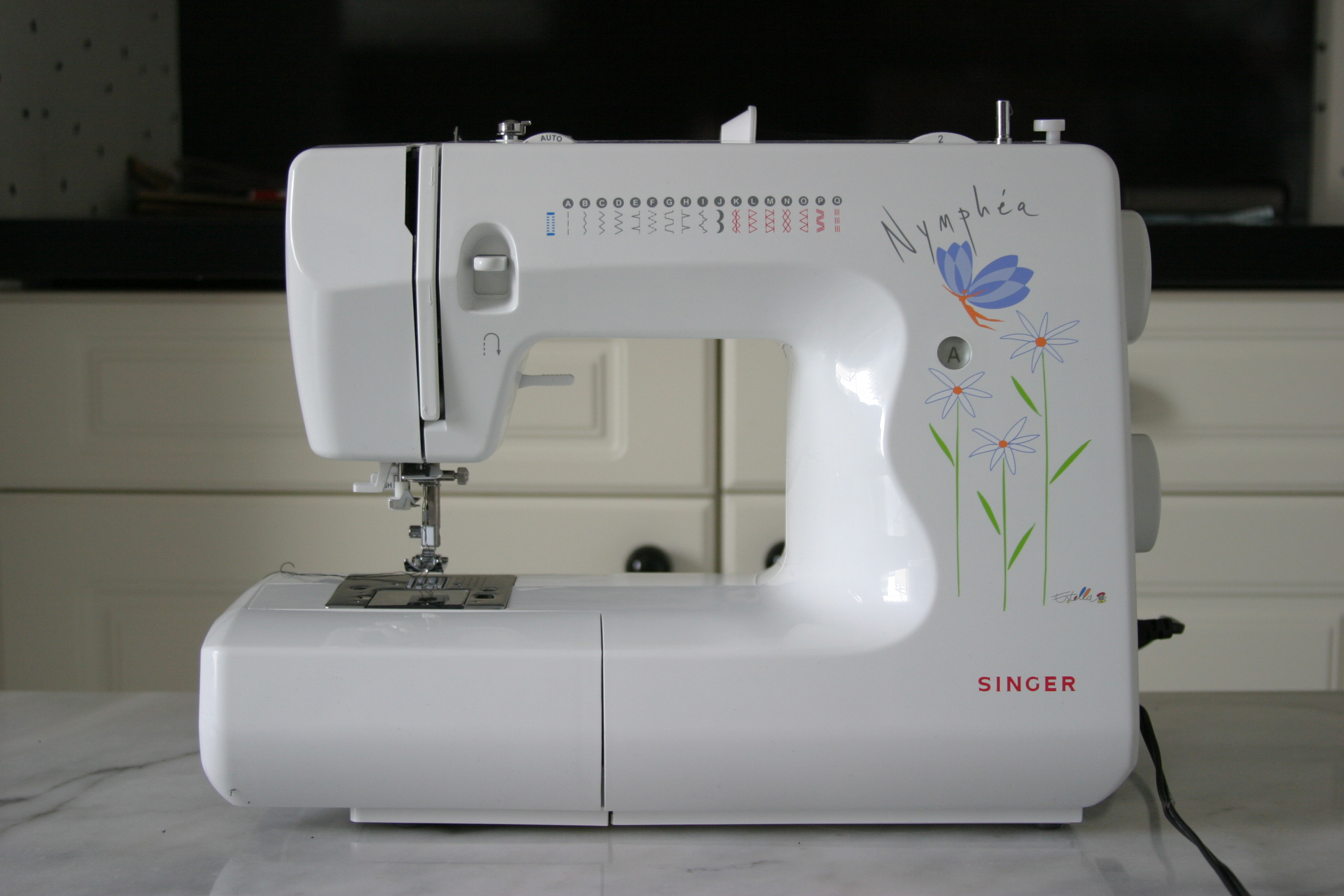
Moderna máquina de coser Singer Nymphéa 3815A

Actualmente la Singer Corporation fabrica varios tipos de productos de consumo, incluyendo máquinas de coser electrónicas. Es ahora parte de SVP Worldwide, propietaria también de las marcas Pfaff y Husqvarna Viking y que a su vez es propiedad de Kohlberg & Company.